# Gottfried Bischof
Gottfried Bischof (* um 1619 in Sommerach; † 22. September 1688) war von 1648 bis 1688 Abt des Prämonstratenserklosters Oberzell in Zell am Main.

## Oberzell vor Bischof
Das Kloster Oberzell war zu Beginn des 17. Jahrhunderts von einer regen Bautätigkeit geprägt. Der Kirchenchor wurde abgebrochen und eine Marienkapelle auf dem Gelände der Abtei errichtet. Diese Anstrengungen zur Erneuerung wurden durch den Ausbruch des Dreißigjährigen Krieges jäh unterbrochen. Zwischen 1631 und 1634 musste der Abt Leonhard Frank Oberzell sogar verlassen, weil die protestantischen Schweden das nahe Würzburg besetzt hatten.

## Leben
Gottfried Bischof wurde um das Jahr 1619 im münsterschwarzachischen Dorf Sommerach geboren. Über die Familie des späteren Abtes schweigen die Quellen, auch die schulische Laufbahn von Bischof ist nicht überliefert. Zwar war Sommerach durch das Kloster Münsterschwarzach eher benediktinisch geprägt, allerdings trat Gottfried früh dem Orden der Prämonstratenser bei. Mit ca. 22 Jahren legte Gottfried Bischof seine Profeß in Kloster Oberzell ab. Im Alter von etwa 25 wurde er Priester.
Als der langjährige Abt Leonhard Frank im September 1648 starb, wurde eine Neuwahl notwendig. Aus dieser ging Gottfried Bischof neunundzwanzigjährig als Sieger hervor. Die Besitzungen des Klosters waren durch den langen Krieg von der Abtei entfremdet worden und der junge Prälat versuchte die überlieferten Rechte neu zusammenzustellen. Hierzu legte man in den Jahren 1664 und 1674 neue Lehenbücher an, in denen die Besitzungen des Konventes kompiliert wurden.
Ein drittes Lehenbuch, besonders aufwendig gestaltet, entstand ab 1688 und wurde unter dem Nachfolger Bischofs fertiggestellt. Mit diesen Initiativen suchte Bischof die darniederliegende Klosterwirtschaft wieder aufzurichten. Dabei hatte er einigen Erfolg. Betrugen die Einnahmen in den Jahren 1659/1660 noch lediglich 1989 Gulden rheinisch, stiegen sie bis ins Jahr 1663/1664 auf über 4000 Gulden an. Später pendelten sich die Einnahmen bei etwa 3000 Gulden ein.
Gleichzeitig versuchte Abt Gottfried auch die wissenschaftliche Ausbildung seines Konventes zu fördern. Bereits kurz nach dem Amtsantritt konnte er den sogenannten Zellerhof in Würzburg in ein Studienhaus umwandeln, das sich eng an die Universität anlehnte. Unter Abt Bischof wurde auch der berühmte Arzt Wolfgang Upilio aus der gleichnamigen fränkischen Medizinerfamilie an das Kloster berufen. Am 11. September 1688 starb Gottfried Bischof nach fast vierzigjähriger Amtszeit.